# Juliusz Morawski

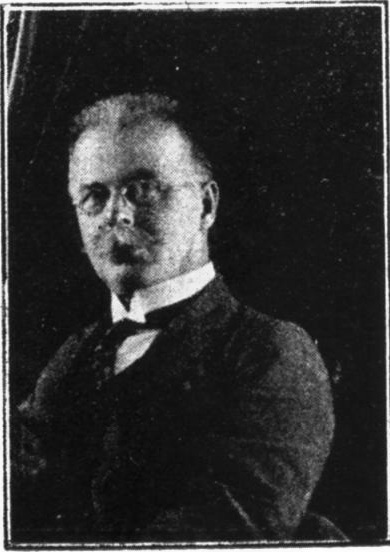
Juliusz Morawski

Juliusz Morawski (ur. 13 lutego 1878 w Radziwiliszkach, zm. 12 listopada 1928) – polski lekarz psychiatra i neurolog, docent psychiatrii i neurologii na Uniwersytecie Jagiellońskim (1925), jeden z założycieli Towarzystwa Opieki nad Psychicznie Chorymi w Krakowie (1927). Dyrektor szpitala psychiatrycznego w Kobierzynie w latach 1925–1928. Autor blisko 30 prac naukowych w językach polskim, niemieckim i francuskim.

## Życiorys
Studiował medycynę na Uniwersytecie Warszawskim, w 1906 przez krótki czas pracował w Kochanówce, następnie wyjechał do Kazania, gdzie uzyskał dyplom lekarski. Przez dwa lata był asystentem w Lozannie u Alberta Mahaima, uczył się też w Monachium u Emila Kraepelina, przez cztery lata praktykował w Wiedniu. W 1913 roku ponownie podjął pracę w Kochanówce, gdzie zastała go wojna. Został lekarzem wojskowym w armii rosyjskiej, najpierw na froncie, potem w Białymstoku, Dyneburgu, Warszawie, Moskwie. Następnie wysłany do szpitala zakaźnego w Carycynie. Po zakończeniu wojny był ordynatorem szpitala psychiatrycznego w Gedeonówce w guberni smoleńskiej. Do Polski powrócił w 1921 roku. Najpierw pracował jako prymariusz w zakładzie psychiatrycznym w Kocborowie, od 1922 jako prymariusz w Kobierzynie. Zmarł w 1928 roku, pochowany jest na cmentarzu w Kobierzynie.

## Wybrane prace
- Zur Pathogenese der Hydromyelie; ein neuer Versuch zur Erklärung der Höhlenbildungen im Rückenmark. Jahrbücher für Psychiatrie und Neurologie  31, ss. 222–243, 1910
- Z badań nad dziedzicznem obciążeniem umysłowo-chorych. Rocznik Lekarski 2 (1), ss. 45-73, 1910
- Die Durchtrennung des Hypophysenstieles beim Affen, „Zeitschrift für die gesamte Neurologie und Psychiatrie”, 7 (1), 1911, s. 207–218, DOI: 10.1007/BF02865139.
- Morawski J, Morawska-Oscherowitsch V. Die Zentralkanalveränderungen des menschlichen Rückenmarkes bei allgemeiner Stauung. Zeitschrift für die gesamte Neurologie und Psychiatrie 13 (1), ss. 401-443, 1912
- Gehirnuntersuchungen bei Katzen- und Hundefamilien (mit Berücksichtigung des Geschlechts und der Entwicklung). Jahrbücher für Psychiatrie und Neurologie 33, ss. 306–477, 1912
- Wycięcie przysadki mózgowej. Neurologja Polska 2 (4), s. 413–423, 1912
- К вопросу о лечении прогрессивного паралича. Москва: тип. Штаба Моск. воен. окр., [1913]
- Ein Fall von Kohlenoxydvergiftung. Deutsche Zeitschrift für Nervenheilkunde 52, ss. 71–79, 1914
- Un cas de mort après injection de néosalvarsan à forte concentration. Revue neurologique 22, s. 242, 1914
- Objawy gorączkowe w przebiegu porażenia postępującego. Przegląd Lekarski 55 (13), ss. 246–249, 1916
- Organizacja ewakuacji i pomocy umysłowo chorym w armji rosyjskiej w czasie wojny 1914-1918 r. Lekarz Wojskowy 2 (50), ss. 1592-1599, 1921
- W sprawie walki ze zwyrodnieniem. Zagadnienia Rasy 4 (2), ss. 11-19, 1922
- Wpływ duru plamistego i powrotnego na przebieg chorób umysłowych. Nowiny Lekarskie 34 (3), ss. 65-68, 1922
- Zaburzenia psychiczne powstające w związku z durem powrotnym. Polska Gazeta Lekarska 2 (37), ss. 673-675, 1923
- Mendelizm w psychjatrji (streszczenie). Rocznik Psychjatryczny 1, ss. 79–80, 1923
- Konstytucja i dziedziczność. Polska Gazeta Lekarska 4 (30), ss. 693-696, 1925
- Porażenie postępujące, jako psychoza rodzinna. Polska Gazeta Lekarska 5 (13), s. 239, 1926
- Uleczalność chorób psychicznych. Polska Gazeta Lekarska 5 (10), ss. 170-171, 1926
- Zaburzenia psychiczne u bliźniąt. Nowiny Lekarskie 38 (2), ss. 53-54, 1926
- O psychicznie chorych i pielęgnowaniu ich w zakładach psychjatrycznych. Kraków: nakł. Państ. Zakładu Psychjatrycznego w Kobierzynie, 1927
- Badania nad dziedzicznością w patologji ludzkiej. Rocznik Psychjatryczny 6, ss. 15-32, 1927
- Choroby psychiczne oraz metody walki z niemi. Kraków: Wydawnictwo Tow. opieki nad psychicznie chorymi w Krakowie, 1928
- Psychozy rodzinne. Medycyna Doświadczalna i Społeczna 10 (3/4), ss. 230-277, 1929
- Rola pielęgniarstwa w opiece nad psychicznie chorymi. Rocznik Psychjatryczny 10, 1929